# Ozotoceros bezoarticus bezoarticus
El venado de las pampas brasileño, o ciervo de las pampas del Cerrado, (Ozotoceros bezoarticus bezoarticus) es una de las subespecies en que se divide la especie Ozotoceros bezoarticus, un cérvido de tamaño mediano que forma el monotípico género Ozotoceros. Habita en estepas, praderas, sabanas, y matorrales abiertos del centro y noreste de América del Sur. 

## Distribución y hábitat
Esta subespecie habitaba originalmente desde las sabanas del Cerrado al sur de la Amazonia, el planalto-matogrossense, y la parte superior del río São Francisco, hasta el centro y sudeste del Brasil.
Linnaeus, en el año 1758, señaló que la localidad tipo de la especie (luego aplicable a su subespecie) era: «Habitat in America australis». En el año 1911 Thomas la restringió a: «Pernambuco, Brasil.»

## Descripción
Los ejemplares de esta subespecie alcanzan un largo de 150 cm, y unos 70 cm de alzada. El macho es algo más pesado, alrededor de 45 kg. El factor principal de dimorfismo sexual, sin embargo, son las astas que presenta el macho adulto; éstas se ramifican generalmente en no más de 3 puntas cada una, de las cuales una se dirige hacia delante y las restantes hacia atrás. Excepcionalmente se han observado cornamentas más ramificadas.
El pelaje general de O. b. bezoarticus es de tonos acanelados, variando de bayo-rojizo a un pálido marrón-rojizo. Muestran invariablemente marcas blancas alrededor del hocico, en la cara interna de las orejas, la parte inferior del cuello, el vientre y la cara inferior de la cola, que es corta y tupida. La cara superior de la cola es más oscura que el resto del pelaje, y está acompañada en ocasiones por una línea del mismo color a lo largo de la espina dorsal. En la base del cuello y la cruz suele presentarse un remolino de pelaje más largo. Los ejemplares juveniles presentan una coloración más clara y jaspeado en los flancos.
El macho es reconocible a la distancia por su fuerte olor almizclado, secretado por unas glándulas interdigitales, con el que marca su territorio, sobre todo durante la época de celo. Otras glándulas, ubicadas en el hocico y en la región ocular, intervienen para distinguir entre ejemplares.

## Costumbres
Se alimenta de herbáceas, como diversas especies de gramíneas, leguminosas, y ciperáceas. Forman pequeñas manadas de hasta una docena de individuos, que se disuelven en la época de celo, a fines del verano, durante la cual los machos se muestran fuertemente territoriales y agresivos.
Entre 2 a 3 meses antes de la brama se renueva la cornamenta del macho. La nueva está recubierta por un tejido suave, aterciopelado y muy sensible. A fines de enero ese tejido cae, y entonces el macho la utilizará para exhibiciones durante el celo, topando a otros machos, y removiendo con ellas el suelo para delimitar su territorio. Luego del apareamiento, y después de una gestación que dura alrededor de 7 meses, nace un cervatillo por hembra, una vez acabado el invierno. Convivirá con la madre hasta su madurez.

## Conservación
Las mayores poblaciones existentes de esta subespecie se ubicadan en el noreste del ecosistema del Cerrado donde viven unos 2000 venados. Fue redescubierta una aislada población —única del sudeste brasileño— de esta subespecie en el estado de Paraná, la cual fue estima en menos de 100 venados. La población más importante se encuentra en el parque nacional das Emas estado de Goiás. 
Antiguamente esta subespecie era uno de los mamíferos más numerosos en su ecosistema. Estas abundantes poblaciones de siglos pasados fueron cazadas por su carne y su piel, originalmente por las etnias amerindias, y posteriormente por los colonos de cultura occidental. En los siglos XIX y XX, a causa de la caza masiva de la que fue objeto, y la reconversión de su hábitat para dedicarlo a la cría de ganado bovino y ovino, a la agricultura, y a la forestación, se ha tornado una subespecie seriamente amenazada. La intensa disminución de sus poblaciones se produjo por la modificación de su hábitat y por la competencia ecológica del ganado; las enfermedades infecciosas, sobre todo la fiebre aftosa, mermaron su población en el siglo XIX. Hoy habita solo en áreas aisladas, marginales en sus aspectos agropecuariamente productivos, así como también en áreas protegidas o grandes emprendimientos particulares.
Está registrado en el Apéndice I del listado de especies protegidas de CITES.